# Немецкий (мыс)
Мыс Немецкий — мыс на полуострове Рыбачий в Печенгском районе Мурманской области. Самая северная континентальная точка Европейской части России.
Древнее название — мыс Кегор. Здесь в XVI веке существовал оживленный торг, через который шла торговля Русского государства с Западной Европой. Сейчас здесь находится метеостанция и маяк. Однако существовало и такое название — мыс Кегот (ныне Кекурский, который расположен на северной оконечности Рыбачьего полуострова). Мыс Немецкий отличается причудливыми островершинными чёрными утёсами. Такие столбообразные скалы поморы и называли кекурами. В то же время кегорами у поморов именовались оленьи пастбища.
Близ мыса расположен посёлок Вайда-Губа, в котором расположен маяк. В 30 км на юго-запад находится одноимённый полуостров — Немецкий.

## Галерея
- Вайда-Губа близ мыса
- Маяк на мысе
- Вайдагубский маяк на почтовой марке
- Памятный знак с надписью «Здесь начинается Россия»